# Biserica de lemn „Sfânta Treime” din Horodiște
Biserica de lemn „Sf. Treime” este o biserică amplasată în Horodiște, raionul Dondușeni, Republica Moldova. Este un monument arhitectural de importanță națională inclus în Registrul monumentelor Republicii Moldova ocrotite de stat cu nr. 411 (raionul Dondușeni). Datează de la sf. sec. al XIX-lea.